# Daniel Kleitman
Daniel J. Kleitman (né le 4 octobre 1934 à New York ) est un mathématicien américain spécialiste en combinatoire,.

## Biographie
Kleitman fait des études de physique à l'Université Cornell (bachelor en 1954) et à l'Université Harvard, (maîtrise en 1955) et  Ph. D.  sous la direction de  Julian Schwinger en 1958 (Static Properties of Heavy Fermi-Particles; Deuteron-Nucleon Scattering at High Energy)) En tant que chercheur postdoctoral il est à l'Université de Copenhague en 1958/59. De 1960 à 1966, il est professeur assistant de physique à l'Université Brandeis. Il y passe aux mathématiques sous l'influence de Paul Erdős, avec qui il publie plusieurs articles en commun. En 1966, il  devient professeur associé et en 1969 professeur de mathématiques au Massachusetts Institute of Technology (MIT). De 1979 à 1984, il y a dirigé la faculté. 
Il était consultant en mathématiques pour le film Will Hunting. Kleitman a un Bacon number égal à 2, car Minnie Driver, qui apparaît dans Will Hunting, apparaît également dans Sleepers avec Kevin Bacon. La somme des deux lui donne un Erdős–Bacon number égal à 3, minimum qu'il est le seul à partager avec Bruce Reznick (en).

## Recherche
Kleitman travaille en combinatoire ( théorie des graphes ) avec des applications en recherche opérationnelle . 
Avec les mathématiciens Ronald Graham, Douglas West, George B. Purdy, Paul Erdős, Fan Chung), il publie sous le pseudonyme G. W. Peck formé des initiales de ces noms de famille, à partir de 1979 (il y a même un terme mathématique, le Peck Poset,  qui porte ce nom). Au total, quelque 16 articles scientifiques ont été publiés sous le nom,.
De 1975 à 1982, Kleitman est rédacteur en chef du SIAM Journal on Algebraic Discrete Methods de la SIAM. Il est membre de l'Académie américaine des arts et des sciences (depuis 1973) et de l'Académie des sciences de New York. 
Parmi ses étudiants en doctorat figurent Stephen Altschul et Michael Saks .

## Publications (sélection)
- Daniel Kleitman, « On a combinatorial problem of Erdős », Proc. Amer. Math. Soc., vol. 17,‎ 1966, p. 139–141 (DOI 10.1090/s0002-9939-1966-0184866-9, MR 0184866)
- Daniel Kleitman, « On Dedekind's problem: The number of monotone Boolean functions », Proc. Amer. Math. Soc., vol. 21, no 3,‎ 1969, p. 677–682 (DOI 10.1090/s0002-9939-1969-0241334-6, MR 0241334)
- Daniel Kleitman et Bruce Lee Rothschild, « The number of finite topologies », Proc. Amer. Math. Soc., vol. 25, no 2,‎ 1970, p. 276–282 (DOI 10.1090/s0002-9939-1970-0253944-9, MR 0253944)
- Paul Erdős et Daniel Kleitman, « On collections of subsets containing 4-member Boolean algebras », Proc. Amer. Math. Soc., vol. 28,‎ 1971, p. 87–90 (DOI 10.1090/s0002-9939-1971-0270924-9, MR 0270924)
- Daniel Kleitman et Bruce Lee Rothschild, « Asymptotic enumeration of partial orders on a finite set », Trans. Amer. Math. Soc., vol. 205,‎ 1975, p. 205–220 (DOI 10.1090/s0002-9947-1975-0369090-9, MR 0369090, lire en ligne)
- Daniel Kleitman et G. Markowsky, « On Dedekind's problem: The number of isotone Boolean functions. II », Trans. Amer. Math. Soc., vol. 213,‎ 1975, p. 373–390 (DOI 10.1090/s0002-9947-1975-0382107-0, MR 0382107)
- Daniel Kleitman, Bruce R. Rothschild et Joel H. Spencer, « The number of semigroups of order n », Proc. Amer. Math. Soc., vol. 55, no 1,‎ 1976, p. 227–232 (DOI 10.1090/s0002-9939-1976-0414380-0, MR 0414380)[7]
- Gil Kalai et Daniel Kleitman, « A quasi-polynomial bound for the diameter of graphs of polyhedra », Bull. Amer. Math. Soc. (N.S.), vol. 26, no 2,‎ 1992, p. 315–316 (DOI 10.1090/s0273-0979-1992-00285-9, MR 1130448, arXiv math/9204233)
- Noga Alon et Daniel J Kleitman, « Piercing convex sets », Bull. Amer. Math. Soc. (N.S.), vol. 27, no 2,‎ 1992, p. 252–256 (DOI 10.1090/s0273-0979-1992-00304-x, MR 1149871)
- Alex Coventry, D. J Kleitman et Bonnie Berger, « MSARI: Multiple sequence alignments for statistical detection of RNA secondary structure », Proc. Natl. Acad. Sci. USA, vol. 101, no 33,‎ 2004, p. 12102–12107 (PMID 15304649, PMCID 514400, DOI 10.1073/pnas.0404193101A, Bibcode 2004PNAS..10112102C)